# Prähilbertraum
In der linearen Algebra und in der Funktionalanalysis wird ein reeller oder komplexer Vektorraum, auf dem ein inneres Produkt (Skalarprodukt) definiert ist, als Prähilbertraum (auch Prä-Hilbertraum oder prähilbertscher Raum) oder Skalar/- Innenproduktraum (auch Vektorraum mit Skalarprodukt / innerem Produkt) bezeichnet. Man unterscheidet dabei zwischen euklidischen (Vektor-)Räumen im reellen und unitären (Vektor-)Räumen im komplexen Fall. Die endlichdimensionalen (n-dimensionalen) euklidischen Vektorräume sind Modelle für den n-dimensionalen euklidischen Raum. Die Nomenklatur ist aber nicht einheitlich. Manche Autoren schließen beim unitären Vektorraum den reellen Fall (der ja als Einschränkung aufgefasst werden kann) mit ein, und manchmal ist es auch umgekehrt, das heißt auch die komplexen Vektorräume heißen euklidisch.
Die Bedeutung der Prähilberträume liegt darin, dass das Skalarprodukt in Analogie zur analytischen Geometrie die Einführung der Begriffe Länge (über die induzierte Norm) und Winkel gestattet. Jeder Prähilbertraum induziert daher einen normierten Vektorraum. Durch die Länge (Norm) wird auch ein Abstand (Metrik) definiert. Ist der Raum bezüglich dieser Metrik vollständig, so ist er ein Hilbertraum. Hilberträume sind die direkte Verallgemeinerung der euklidischen Geometrie auf unendlichdimensionale Räume.

## Formale Definition
Ein wesentlicher Aspekt der klassischen (euklidischen) Geometrie ist die Möglichkeit, Längen und Winkel zu messen. In der axiomatischen Begründung der Geometrie wird dies durch die Axiome der Kongruenz gesichert. Führt man ein kartesisches Koordinatensystem ein, so können die Längen und Winkel mit Hilfe des Skalarprodukts aus den Koordinaten berechnet werden. Um nun Längen und Winkel vom euklidischen Raum auf allgemeine Vektorräume zu übertragen, lässt man den Bezug auf eine bestimmte Basis fallen und charakterisiert abstrakte innere Produkte durch die für die Längenmessung entscheidenden Eigenschaften. Das führt zu folgender Definition:

### Skalarprodukt
Sei {\displaystyle V} ein Vektorraum über dem Körper {\displaystyle \mathbb {K} } der reellen oder komplexen Zahlen. Ein Skalarprodukt oder inneres Produkt ist eine positiv definite hermitesche Sesquilinearform, das heißt eine Abbildung
{\displaystyle \langle \cdot ,\cdot \rangle \colon V\times V\to {\mathbb {K} }},
die für alle {\displaystyle x}, {\displaystyle y}, {\displaystyle z} aus {\displaystyle V} und für alle {\displaystyle \lambda \in {\mathbb {K} }} die folgenden axiomatischen Bedingungen erfüllt:
- (1)    {\displaystyle \langle {x},{x}\rangle \geq 0}   (nicht negativ);
- (2)    {\displaystyle \langle {x},{x}\rangle =0\Leftrightarrow {x}={0}}   (definit);
- (3)    {\displaystyle \langle {x},{y}\rangle ={\overline {\langle {y},{x}\rangle }}}   (hermitesch);
- (4a)  {\displaystyle \langle {x},\lambda {y}\rangle =\lambda \langle {x},{y}\rangle }   und
(4b)  {\displaystyle \langle {x},{y}+{z}\rangle =\langle {x},{y}\rangle +\langle {x},{z}\rangle }   (linear im zweiten Argument).

Aus den Bedingungen (3) und (4) folgt
- (5a)  {\displaystyle \langle \lambda {x},{y}\rangle ={\overline {\lambda }}\langle {x},{y}\rangle }   und
(5b)  {\displaystyle \langle {x}+{z},{y}\rangle =\langle {x},{y}\rangle +\langle {z},{y}\rangle }   (semilinear im ersten Argument)

Wegen (4) und (5) ist {\displaystyle \langle \cdot ,\cdot \rangle } eine Sesquilinearform.
Bemerkungen:
- Der Überstrich im dritten Axiom bedeutet komplexe Konjugation. In einem reellen Vektorraum (also wenn {\displaystyle {\mathbb {K} }=\mathbb {R} } ist) hat die komplexe Konjugation keine Auswirkung. Es folgt:

In einem reellen Vektorraum ist (3) gleichbedeutend mit
- (3')  {\displaystyle \langle {x},{y}\rangle =\langle {y},{x}\rangle }   (symmetrisch)

und das Skalarprodukt ist eine symmetrische Bilinearform.
- Diese Definition, nach der das Skalarprodukt semilinear im ersten Argument und linear im zweiten ist, herrscht in der theoretischen Physik vor. Häufig wird jedoch Bedingung (4a) für das erste statt für das zweite Argument gewählt:

- (4a')  {\displaystyle \langle \lambda {x},{y}\rangle =\lambda \langle {x},{y}\rangle }   (Linearität im ersten Argument) und daher
- (5a')  {\displaystyle \langle {x},\lambda {y}\rangle ={\overline {\lambda }}\langle {x},{y}\rangle }   (Semilinearität im zweiten Argument)

Man muss also aufpassen, ob das innere Produkt in einem gegebenen Text linear im ersten oder im zweiten Argument ist.

### Prähilbertraum
Ein Prähilbertraum ist dann ein reeller oder komplexer Vektorraum zusammen mit einem Skalarprodukt.

## Notation
Das innere Produkt wird manchmal auch mit einem Punkt als Multiplikationszeichen geschrieben: {\displaystyle x\cdot y}. In der französischen Literatur ist ein tiefgestellter Punkt gebräuchlich: {\displaystyle x.y}. In der Funktionalanalysis, oder wann immer sonst der Zusammenhang des inneren Produkts mit linearen Funktionen (und insbesondere die Dualität zwischen {\displaystyle x} und {\displaystyle y}) betont werden soll, bevorzugt man die Notation {\displaystyle \langle x,y\rangle }. Davon abgeleitet ist die Bra-Ket-Notation, die in der Quantenmechanik gerne verwendet wird: {\displaystyle \langle x\mid y\rangle }.
Wie bei der normalen Multiplikation kann das Multiplikationszeichen auch ganz weggelassen werden, wenn keine Missverständnisse zu befürchten sind; das ist insbesondere in Texten der Fall, in denen Vektoren durch Vektorpfeile, durch Fettdruck oder durch Unterstreichen kenntlich gemacht sind und daher nicht mit Skalaren verwechselt werden können:
{\displaystyle \mathbf {x} \cdot \mathbf {y} =\mathbf {xy} } ist ein inneres Produkt,
{\displaystyle a\mathbf {x} } dagegen ist die Multiplikation des Vektors {\displaystyle \mathbf {x} } mit dem Skalar {\displaystyle a}.

## Beispiele

### Reelle und komplexe Zahlen
Der Vektorraum der reellen Zahlen {\displaystyle \mathbb {R} } mit dem Skalarprodukt {\displaystyle \langle x,y\rangle =xy} und der Vektorraum der komplexen Zahlen {\displaystyle \mathbb {C} } mit dem Skalarprodukt {\displaystyle \langle x,y\rangle ={\bar {x}}{y}} sind einfache Beispiele für Prähilberträume.

### Vektoren endlicher Dimension
Für {\displaystyle x,y\in {\mathbb {K} }^{n}} wird durch
{\displaystyle \langle x,y\rangle =\sum _{j=1}^{n}{\overline {x_{j}}}y_{j}}
das Standardskalarprodukt definiert, das den Vektorraum {\displaystyle {\mathbb {K} }^{n}} nicht nur zu einem Prähilbertraum, sondern auch zu einem Hilbertraum macht, da dann Vollständigkeit vorliegt.

### Stetige Funktionen
Ein anderes Beispiel für einen reellen Prähilbertraum ist der Raum aller stetigen Funktionen von einem reellen Intervall {\displaystyle [a,b]} nach {\displaystyle \mathbb {R} } mit dem inneren Produkt
{\displaystyle \langle f,g\rangle =\int _{a}^{b}p(x)f(x)g(x)\ {\rm {d}}x},
wobei {\displaystyle p} eine stetige positive Gewichtsfunktion (oder „Belegung“) ist (statt {\displaystyle p(x)>0} genügt es, {\displaystyle p(x)\geq 0} mit schwachen Zusatzbedingungen zu fordern). Eine orthogonale Basis dieses Raums heißt orthogonales Funktionensystem; Beispiele für solche Funktionensysteme sind die trigonometrischen Funktionen, die in Fourier-Reihen verwendet werden, die Legendre-Polynome, die Tschebyschow-Polynome, die Laguerre-Polynome, die Hermite-Polynome usw.

### Hilbertraum
Jeder Hilbertraum ist ein Prähilbertraum.

## Induzierte Norm
Jedes innere Produkt induziert auf dem zugrunde liegenden Vektorraum eine Norm
{\displaystyle \|x\|={\sqrt {\langle {x},{x}\rangle }}}.
Der Beweis der Dreiecksungleichung für die so definierte Abbildung erfordert dabei als nichttrivialen Zwischenschritt die Cauchy-Schwarzsche Ungleichung
{\displaystyle |\langle x,y\rangle |\leq \|x\|\cdot \|y\|}.
Mit der induzierten Norm ist jeder Prähilbertraum ein normierter Raum, in dem die Parallelogrammgleichung
{\displaystyle 2\left(\|x\|^{2}+\|y\|^{2}\right)=\|x+y\|^{2}+\|x-y\|^{2}}.
gilt. Umgekehrt gilt mit dem Satz von Jordan-von Neumann, dass jeder normierte Raum, in dem die Parallelogrammgleichung erfüllt ist, ein Prähilbertraum ist. Das zugehörige Skalarprodukt kann dabei durch eine Polarisationsformel definiert werden, im reellen Fall beispielsweise über
{\displaystyle \langle x,y\rangle ={1 \over 4}\left({\|x+y\|}^{2}-{\|x-y\|}^{2}\right)}.

## Einordnung in die Hierarchie mathematischer Strukturen
+

Überblick über abstrakte Räume der Mathematik. Ein Pfeil ist als Implikation zu verstehen, das heißt ein Raum am Pfeilanfang ist auch ein Raum am Pfeilende.

Mit der durch das innere Produkt induzierten Norm ist jeder Innenproduktraum ein normierter Raum, damit auch ein metrischer Raum, damit auch ein topologischer Raum; er besitzt also sowohl eine geometrische als auch eine topologische Struktur.
Ein vollständiger Innenproduktraum heißt Hilbertraum. Jeder Prähilbertraum lässt sich auf eindeutige Weise (bis auf isometrische Isomorphie) zu einem Hilbertraum vervollständigen.

## Verallgemeinerungen: metrischer Tensor, Bilinearräume, Relativitätstheorie
Vom Standpunkt der Tensoralgebra aus kann das innere Produkt
{\displaystyle g\colon V\times V\to {\mathbb {K} }}
mit der Notation {\displaystyle g({x},{x}):=\langle {x},{x}\rangle } als ein Tensor zweiter Stufe
{\displaystyle g\in V^{*}\otimes V^{*}}
aufgefasst werden, wobei {\displaystyle \otimes } das Tensorprodukt und {\displaystyle V^{\ast }} den Dualraum von {\displaystyle V} bezeichnet; {\displaystyle g} heißt metrischer Tensor oder kurz Metrik. Die Anforderung, dass das innere Produkt positiv definit sein muss, bedeutet, dass in jedem beliebigen Koordinatensystem die zu {\displaystyle g} gehörige Matrix {\displaystyle g_{ik}} positiv definit ist, also nur positive Eigenwerte besitzt.
Eine Verallgemeinerung von Innenprodukträumen sind Bilinearräume, bei denen das innere Produkt ersetzt ist durch eine Hermitesche Form oder Bilinearform, die nicht notwendig positiv definit ist. Ein wichtiges Beispiel ist der Minkowski-Raum der speziellen Relativitätstheorie, dessen Metrik Eigenwerte mit den Vorzeichen {\displaystyle (-,+,+,+)} oder {\displaystyle (+,-,-,-)} hat.